# ABVD療法
ABVD療法（—りょうほう）はホジキンリンパ腫に対する抗がん剤治療である。ABDV療法では、アドリアマイシン (adriamycin)、ブレオマイシン (bleomycin)、ビンブラスチン (vinblastine)、ダカルバジン (dacarbazine) の4剤が使用され、それぞれの頭文字をとってABVD療法と呼ばれる。ホジキンリンパ腫に対する標準的化学療法である。

## 投与
ABVD療法は4クール以上行われる。それぞれのクールで2回投与を行う(day1とday15)。通常は外来治療で行う。
- Adriamycin - アドリアシン。25mg/m2 静注 day1、day15
- Bleomycin - ブレオマイシン。9mg/m2 静注 day1、day15
- Vinblastine - ビンブラスチン。6mg/m2 静注 day1、day15
- Dacarbazine - ダカルバジン。375mg/m2 点滴静注 day1、day15

行うクール数は、病期によって異なる。日本国内では、ABVD療法では悪心・嘔吐が強いため、ダカルバシンの量を250mg/m2に減らしたABVd療法が行われる場合がある。

## ABVD療法が実施される病期
ホジキンリンパ腫は、病期がI期からIV期に分類されるが、ABVD療法は、主にステージIIB以上で実施される。